# Damernas turnering i landhockey vid olympiska sommarspelen 1992
Damernas turnering i landhockey vid olympiska sommarspelen 1992 spelades mellan den 27 juli och 7 augusti 1992. Alla matcher spelades på Estadi Olímpic de Terrassa i Barcelona och totalt åtta lag deltog. De 12 lagen delades upp i två grupper om fyra lag i varje grupp. De två främsta i varje grupp gick vidare till medaljspel, medan de övriga lagen spelade placeringsmatcher. Det lag som vann turneringen och därmed vann guld var Spanien. Tyskland vann silver och Storbritannien vann brons.

## Medaljörer
| Gren               | Guld | Silver | Brons |
| Damernas turnering | Spanien María Carmen Barea Sonia Barrio Mercedes Coghen Celia Corres Natalia Dorado Nagore Gabellanes Marívi González Anna Maiques Silvia Manrique Elisabeth Maragall María Isabel Martínez Teresa Motos Nuria Olivé Virginia Ramírez María Ángeles Rodríguez Maider Tellería | Tyskland Britta Becker Tanja Dickenscheid Nadine Ernsting-Krienke Christine Ferneck Eva Hagenbäumer Franziska Hentschel Caren Jungjohann Katrin Kauschke Irina Kuhnt Heike Lätzsch Susanne Müller Tina Peters Simone Thomaschinski Bianca Weiß Anke Wild Susie Wollschläger | Storbritannien Jill Atkins Lisa Bayliss Karen Brown Vickey Dixon Susan Fraser Wendy Fraser Kathryn Johnson Sandy Lister Jackie McWilliams Tammy Miller Helen Morgan Mary Nevill Mandy Nicholls Alison Ramsay Jane Sixsmith Joanne Thompson |

## Grupper
| Grupp A: - Tyskland - Spanien - Australien - Kanada | Grupp B: - Sydkorea - Storbritannien - Nederländerna - Nya Zeeland |

## Gruppspel

### Grupp A
| Lag        | Spelade | W | D | L | GF | GA | GD | Poäng |
| ---------- | ------- | - | - | - | -- | -- | -- | ----- |
| Tyskland   | 3       | 2 | 1 | 0 | 7  | 2  | +5 | 5     |
| Spanien    | 3       | 2 | 1 | 0 | 5  | 3  | +2 | 5     |
| Australien | 3       | 1 | 0 | 2 | 2  | 2  | 0  | 2     |
| Kanada     | 3       | 0 | 0 | 3 | 1  | 8  | –7 | 0     |

### Grupp B
| Lag            | Spelade | W | D | L | GF | GA | GD | Poäng |
| -------------- | ------- | - | - | - | -- | -- | -- | ----- |
| Sydkorea       | 3       | 2 | 0 | 1 | 8  | 3  | +5 | 4     |
| Storbritannien | 3       | 2 | 0 | 1 | 7  | 5  | +2 | 4     |
| Nederländerna  | 3       | 2 | 0 | 1 | 4  | 3  | +1 | 4     |
| Nya Zeeland    | 3       | 0 | 0 | 3 | 2  | 10 | –8 | 0     |

## Femte till åttonde plats
|  | Femte till åttonde plats | Femte till åttonde plats |   |             | Femte plats   | Femte plats |  |
|  |                          |                          |   |             |               |             |  |
|  | 4 augusti                |                          |   |             |               |             |  |
|  | Australien               | 5                        |   |             |               |             |  |
|  | Nya Zeeland              | 1                        |   |             |               |             |  |
|  |                          |                          |   |             |               |             |  |
|  |                          |                          |   |             | 6 augusti     |             |  |
|  |                          |                          |   |             | Australien    | 2           |  |
|  |                          | Nederländerna            | 0 |             |               |             |  |
|  |                          |                          |   |             |               |             |  |
|  |                          |                          |   |             |               |             |  |
|  |                          |                          |   |             | Seventh place |             |  |
|  | 4 augusti                | 4 augusti                |   | 6 augusti   | 6 augusti     |             |  |
|  | Nederländerna            | 2                        |   | Nya Zeeland | 0             |             |  |
|  | Kanada                   | 0                        |   |             | Kanada        | 2           |  |

## Slutspel
|  | Semifinaler    | Semifinaler    |   |                | Final      | Final |  |
|  |                |                |   |                |            |       |  |
|  | 4 augusti 1992 |                |   |                |            |       |  |
|  | Spanien        | 2              |   |                |            |       |  |
|  | Sydkorea       | 1              |   |                |            |       |  |
|  |                |                |   |                |            |       |  |
|  |                |                |   |                | 7 augusti  |       |  |
|  |                |                |   |                | Spanien    | 2     |  |
|  |                | Tyskland       | 1 |                |            |       |  |
|  |                |                |   |                |            |       |  |
|  |                |                |   |                |            |       |  |
|  |                |                |   |                | Bronsmatch |       |  |
|  | 4 augusti 1992 | 4 augusti 1992 |   | 7 augusti      | 7 augusti  |       |  |
|  | Tyskland       | 2              |   | Storbritannien | 4          |       |  |
|  | Storbritannien | 1              |   |                | Sydkorea   | 3     |  |